# Buon anno con Winnie the Pooh
Buon anno con Winnie the Pooh (Winnie the Pooh: A Very Merry Pooh Year) è un film del 2002 diretto da Gary Katona ed Ed Wexler. È il quinto film d'animazione del franchise di Winnie the Pooh, e il terzo ad essere uscito direct-to-video. Il film presenta introduzione e conclusione in live action ed è composto per quasi metà della sua durata dallo speciale televisivo del 1991 Natale con Winny Puh, che viene presentato quasi integralmente e con alcune modifiche (Christopher Robin è ridoppiato da William Green e la pelliccia di Tappo è ricolorata di giallo). Il film fu prodotto dalla Walt Disney Television Animation (l'animazione è invece ad opera della Wang Film Productions) e distribuito negli Stati Uniti il 12 novembre 2002. È il primo film della serie in cui non appare il personaggio del gufo Uffa.

## Trama
Gli amici di Winnie the Pooh si recano a casa sua per festeggiare il Natale; inizialmente credono che l'orsetto non sia in casa, in quanto bussando non risponde nessuno, per poi decidere di entrare e scoprire che Pooh era rimasto incastrato con la testa in un vaso di miele da cui aveva tentato di mangiare mentre (anche se ciò viene mostrato solo allo spettatore) cercava un luogo dove nascondere un regalo per il suo amico Pimpi.
Dopo aver decorato l'albero, il piccolo Ro è molto impaziente di ricevere i regali, così Tappo si mette a raccontargli, tramite lo speciale Natale con Winny Puh usato come flashback, di un passato Natale nel Bosco dei Cento Acri in cui lui e tutti i suoi amici avevano rischiato di non ricevere i loro regali in quanto Pooh aveva sbagliato a spedire la lettera a Babbo Natale lanciandola nell'aria mentre il vento soffiava verso sud anziché verso nord. Pooh aveva poi tentato prima di improvvisarsi lui stesso Babbo Natale, consegnando ai suoi amici dei regali simili a quelli che avevano chiesto ma decisamente assurdi e scadenti, e poi di raggiungere il polo nord a piedi per consegnare la lettera di persona, ma durante il cammino la lettera gli era sfuggita definitivamente di mano a causa di un colpo di vento. Fortunatamente tutti loro avevano infine ricevuto i regali desiderati da Christopher Robin. Dopo la storia Pooh e tutti i suoi amici scartano i regali del Natale presente e il giorno dopo corrono fuori a giocare con la neve.
I giorni passano e l'ultimo giorno dell'anno si avvicina. Christopher Robin decide di organizzare una festa e ne parla con l'orsetto, che propone di preparare tutto a casa di Tappo. Lì è già presente Pimpi, ma l'arrivo di Pooh, Tigro e Ih-Oh crea una gran confusione che mette in pericolo l'ultima carota dell'anno, che Tappo sta minuziosamente coltivando in casa per poterla utilizzare per ricreare l'orto in primavera. Stufo dei comportamenti degli amici, Tappo decide di partire con la sua carota per gli Acri della Pace, un posto dove ritene che nessuno gli potrà dare fastidio. I suoi quattro amici si propongono così di cambiare radicalmente per convincerlo a restare: Pooh promette di non mangiare più miele, Pimpi di non avere più paura, Ih-Oh di diventare allegro e Tigro di non essere più esuberante e di non saltare più. Questo provoca però un ridicolo scambio di personalità tra Pooh e Ih-Oh e tra Pimpi e Tigro, così Tappo afferma che le cose sono peggiorate e se ne va. Mentre cammina, però, scivola e si ritrova in serio pericolo, e solo con l'aiuto dei suoi amici, tornati alle loro personalità originarie, riesce a scamparla, così decide di scusarsi facendo pace con tutti loro e propone una stupenda festa di Capodanno a casa sua. La sera stessa, quindi, tutti gli amici (compresi Christopher Robin, De Castor, Kanga e Roo) passano insieme una festa indimenticabile, con Pooh che consegna a Pimpi il regalo che aveva nascosto in casa sua all'inizio.

## Personaggi e doppiatori
| Personaggio       | Doppiatore originale | Doppiatore italiano  |
| ----------------- | -------------------- | -------------------- |
| Winnie the Pooh   | Jim Cummings         | Marco Bresciani      |
| Tigro             | Jim Cummings         | Luca Biagini         |
| Ih-Oh             | Peter Cullen         | Paolo Buglioni       |
| Pimpi             | John Fiedler         | Luca Dal Fabbro      |
| De Castor         | Michael Gough        | Edoardo Nevola       |
| Christopher Robin | William Green        | Niccolò De Leonardis |
| Ro                | Nikita Hopkins       | Gabriele Patriarca   |
| Tappo             | Ken Sansom           | Valerio Ruggeri      |
| Kanga             | Kath Soucie          | Aurora Cancian       |
| Narratore         | Michael York         | Michele Kalamera     |

## Distribuzione

### Edizione italiana
Il doppiaggio italiano del film fu eseguito dalla Royfilm e diretto da Leslie La Penna su dialoghi di Manuela Marianetti. Per Natale con Winny Puh non fu riutilizzato il doppiaggio già esistente (ad opera della stessa società), ma lo speciale fu ridoppiato insieme al resto del film.

### Edizioni home video
Il film uscì in VHS e DVD-Video in America del Nord il 12 novembre 2002 e in Italia il 5 dicembre. Il DVD include come extra due giochi interattivi, le canzoni del film in versione canta-con-noi, l'"ambiente incantato" e alcuni easter egg sui personaggi.
Il film è stato distribuito in Blu-ray Disc in America del Nord il 5 novembre 2013 in una "Gift of Friendship Edition" che include anche DVD e copia digitale. Il Blu-ray è stato criticato per le sue impalpabili differenze a livello video e audio rispetto al DVD; sono stati inoltre rimossi, tra gli extra, i giochi interattivi (sostituiti con la "Disney Intermission") e gli easter egg.